# Swartzia submarginata
Swartzia submarginata là một loài thực vật có hoa trong họ Đậu. Loài này được (Benth.) Mansano mô tả khoa học đầu tiên năm 2001.